# The Warning
The Warning ist eine mexikanische Rock-Band aus Monterrey. Die Schwestern Daniela „Dany“ Villarreal Vélez (* 30. Januar 2000), Paulina „Pau“ Villarreal Vélez (* 5. Februar 2002) und Alejandra „Ale“ Villarreal Vélez (* 13. Dezember 2004) begannen, ermutigt und gefördert durch ihre Eltern, alle drei in frühester Kindheit zunächst eine (klassische) Klavierausbildung und anschließend eine Ausbildung an ihrem jeweiligen Band-Instrument. Als Band spielen sie seit 2013 zusammen, gemanagt von ihrem Vater Luis Villarreal und Rudy Joffroy. Angebote von Plattenlabels lehnten sie zunächst ab, um ihre musikalische Integrität ohne Einschränkungen bewahren zu können; sie vertrieben ihre Musik über einen eigenen Online-Store sowie die bekannten Download-Plattformen und finanzierten sich darüber hinaus via Crowdfunding. Seit 2020 sind sie bei Lava Records unter Vertrag.

## Geschichte
The Warning gerieten zunächst durch Coverversionen bekannter Rocksongs auf Youtube – insbesondere das viral gegangene Cover des Metallica-Lieds Enter Sandman – und Crowdfunding-Bemühungen in die Schlagzeilen und wurden daraufhin im April 2015 von der US-amerikanischen Moderatorin Ellen DeGeneres in ihre Show eingeladen. Dies ermöglichte ihnen schließlich ein Sommerstudium am Berklee College of Music in Boston.
Ihre Debüt-EP Escape the Mind (inklusive der vorab veröffentlichten Single-Auskopplung Free Falling) erschien am 14. April 2015. Die EP enthält fünf ausnahmslos selbst geschriebene Lieder verschiedener Stilrichtungen, mit denen die Band sich ausprobieren und ihre musikalische Identität finden wollte. Sie entschied sich schließlich für Hard Rock und veröffentlichte ihr erstes vollständiges Album XXI Century Blood im März 2017, erneut mit ausnahmslos selbst geschriebenen Stücken. Im November 2018 folgte das Konzeptalbum Queen of the Murder Scene, das den durch unerwiderte Liebe bedingten Abstieg einer Frau in eine Psychose zum Thema hat.
Mit der 2019 veröffentlichten Single Narcisista griff die Band die in den mexikanischen Medien wiederholt an sie herangetragene Erwartung einer spanischsprachigen Veröffentlichung auf, kritisierte in dem spanischen Text aber just solche öffentlichen Erwartungshaltungen.
Eine für 2020 geplante erste große, siebenwöchige Tour durch Nordamerika (inklusive Kanada und Mexiko) musste aufgrund der COVID-19-Pandemie verschoben werden; lediglich das Eröffnungskonzert in Mexiko-Stadt konnte am 14. März 2020 noch stattfinden. Dafür gelang es der Band, einen Vertrag mit Republic Records für deren Label Lava Records auszuhandeln, der ihre musikalische Integrität gewährleistet, wie sie im August 2020 öffentlich machten.
Die Veröffentlichung des ersten nach dem Vertrag mit Lava Records ab September 2020 aufgenommenen Albums zögerte sich aufgrund der anhaltenden COVID-19-Pandemie, die eine zeitnahe Tour zum Album zunächst unmöglich gemacht hätte, immer weiter hinaus, so dass The Warning schließlich eine schrittweise Veröffentlichung des Albums beschlossen, zunächst die Single-Auskopplungen Choke, Evolve und Martirio (letztere ihr zweites Lied mit spanischem Text) und im Oktober 2021 schließlich die EP Mayday, die eine Auswahl von sechs Titeln (die drei vorangegangenen Singles und drei neue Titel) des kompletten Albums umfasste. Am 25. März 2022 wurde eine weitere, auf Mayday noch nicht vorhandene Single namens Money veröffentlicht und am 24. Juni 2022 schließlich das vollständige Album namens Error mit insgesamt 14 Titeln.
Zwischenzeitlich hatten The Warning zusammen mit Alessia Cara auch noch eine Neuinterpretation von Enter Sandman zu dem Metallica-Tributealbum The Metallica Blacklist beigesteuert, die ebenfalls als Single veröffentlicht wurde. Metallica hatten Alessia Cara um einen Beitrag zu dem Album gebeten, die sich daraufhin ihrerseits an The Warning gewandt hatte.
Am 12. Mai 2023 veröffentlichte die Band die Single More, nachdem sie den Titel in den vorangehenden Wochen bereits in das Repertoire ihrer Live-Auftritte aufgenommen hatten.

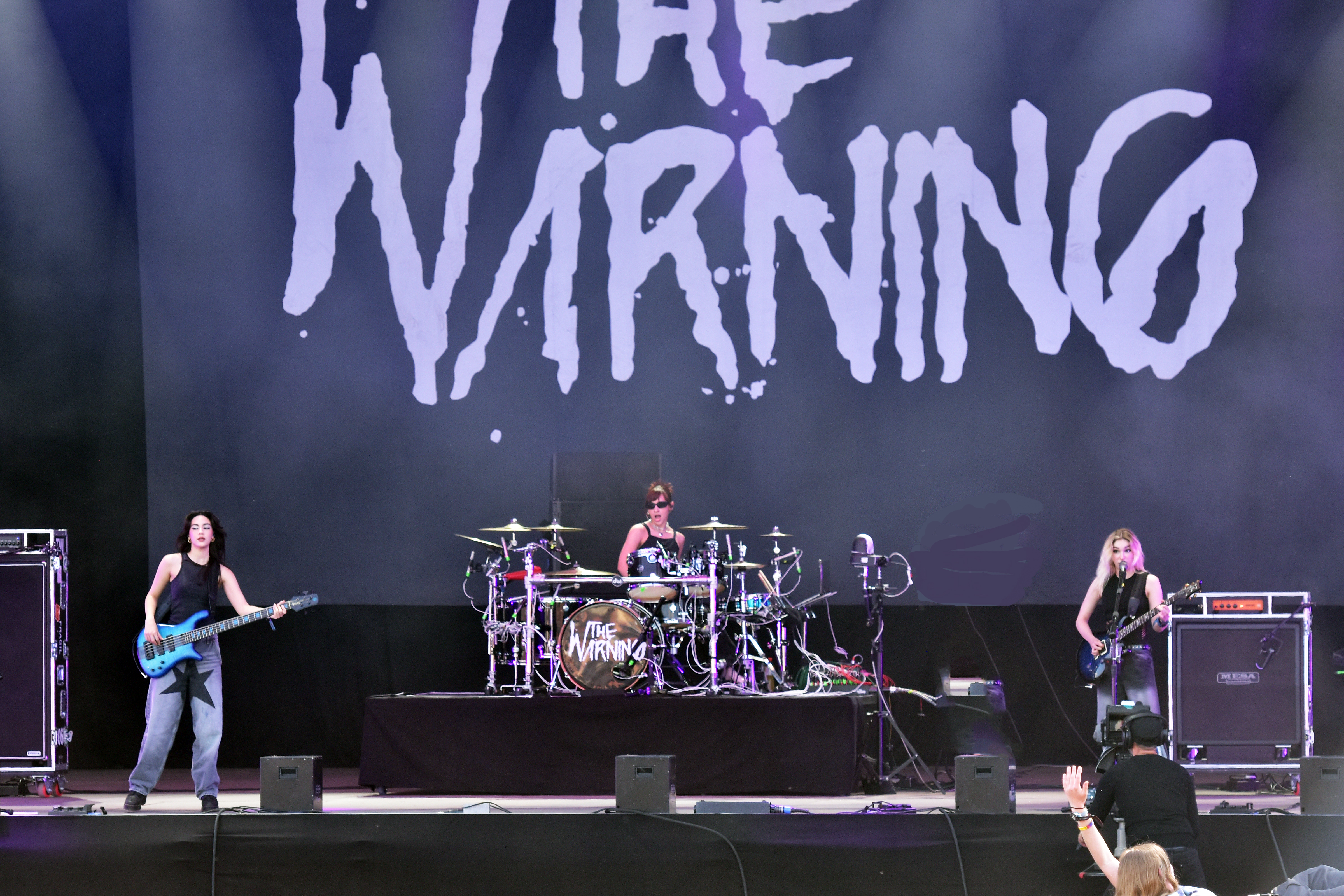
The Warning live auf dem Wacken Open Air 2024

## Stil
The Warning spielen gitarrenorientierten Hard Rock mit einem ausgefeilten Harmoniegesang; die Lead-Stimmen teilen sich Daniela und Paulina Villarreal Vélez. Im Kontrast zu der sehr melodiösen Stimmführung stehen die oft düsteren Texte über Entfremdung im Internetzeitalter, Einsamkeit, Beziehungsprobleme, Drogenmissbrauch, häusliche Gewalt und (im Konzeptalbum Queen of the Murder Scene) psychotische Zustände. Die oft komplexen Basslinien verleihen der Band trotz der Besetzung mit lediglich drei Instrumenten eine große Klangfülle.
Aufgrund ihrer familiären Vertrautheit war die Band bereits bei frühen Live-Auftritten in Anbetracht ihres jungen Alters ungewöhnlich präzise aufeinander eingespielt.

## Diskografie

### Studioalben
- 2017: XXI Century Blood
- 2018: Queen of the Murder Scene
- 2022: Error
- 2024: Keep Me Fed

### EPs
- 2015: Escape the Mind
- 2021: Mayday

### Singles
- 2015: Free Falling
- 2019: Narcisista
- 2021: Choke
- 2021: Evolve
- 2021: Martirio
- 2022: Money
- 2023: More
- 2024: Sick
- 2024: Hell You Call a Dream
- 2024. Qué Más Quieres
- 2024: Automatic Sun

## Auszeichnungen
| Tabellarische Übersicht der Auszeichnungen und Nominierungen | Tabellarische Übersicht der Auszeichnungen und Nominierungen | Tabellarische Übersicht der Auszeichnungen und Nominierungen | Tabellarische Übersicht der Auszeichnungen und Nominierungen | Tabellarische Übersicht der Auszeichnungen und Nominierungen |
| Jahr                                                         | Auszeichnung                                                 | Für                                                          | Kategorie                                                    | Resultat                                                     |
| ------------------------------------------------------------ | ------------------------------------------------------------ | ------------------------------------------------------------ | ------------------------------------------------------------ | ------------------------------------------------------------ |
| 2019                                                         | Independent Music Awards                                     | Queen of the Murder Scene                                    | Rock / Hard Rock                                             | Nominiert                                                    |
| 2025                                                         | Heavy Music Awards                                           | The Warning                                                  | Best International Live Artist                               | Ausstehend                                                   |